# Marc Oraison
Marc Oraison est un médecin, psychanalyste et prêtre catholique français né à Ambarès (Gironde) le 29 juillet 1914 et mort à Paris le 24 juin 1979.
Il est l'auteur de nombreux ouvrages sur la morale, notamment sexuelle.

## Biographie
Ancien interne des hôpitaux de Bordeaux, Marc Oraison s'inscrit à l'Institut catholique de Paris où il obtient en 1951 un doctorat en théologie. Après son ordination, il écrit une vingtaine de livres sur la psychologie et l'éthique individuelle.
Sur la morale sexuelle, à compter du milieu des années 1960, il révise certaines de ses positions pour se démarquer, sur certains points, de la position officielle de l'Église sur  la contraception, l'encyclique de Paul VI, Humanae Vitae, n'engageant pas, selon lui, le dogme de l'infaillibilité pontificale.
Son ouvrage Vie chrétienne et problèmes de la sexualité (1951) est mis à l'Index en 1952. La décision est tenue secrète, selon une pratique régulière du Saint-Office. En contrepartie, l'auteur s'engage à des révisions. En 1955, l'annonce officielle de la mise à l'Index est effectuée, conduisant Marc Oraison à une soumission publique. Quelques années plus tard, en 1961 alors que le concile Vatican II se prépare, un autre ouvrage, L'Harmonie du couple humaine (1960) est lui aussi mis à l'Index.
Marc Oraison publie également des recueils d'entretiens avec différents interlocuteurs tels que Georges Hahn, Jacques de Bourbon Busset, Marc de Smedt ou Jean-Claude Barreau.
Dans un entretien publié dans Le Nouvel Observateur du 10 mars 1969, il déclarait : « L'homosexualité […] résulte d'une l'anomalie de l'évolution affective », et « certains homosexuels sont de structure paranoïaque. »
Il apparaît dans le film de Dominique Delouche L'Homme de désir (1971) dans son propre rôle.

## Publications
- Vie chrétienne et problèmes de la sexualité, Lethielleux, 1951.
- L'Harmonie du couple humaine, Les Editions Ouvrières, 1960.
- Une morale pour notre temps, Fayard, 1964.
- Savoir aimer, Fayard, 1964.
- Le Célibat : aspects négatifs, réalités positives, Le Centurion, 1966, 191 p.
- Le Mystère humain de la sexualité, Éditions du Seuil, 1966.
- Psychologie et sens du péché, Desclée de Brouwer, 1968.
- La Mort et puis après ?, Fayard, 1968.
- Tête dure, Éditions du Seuil, 1969.
- Les conflits de l'existence[4] : s'affronter et s'entendre, Éditions Le Centurion, 1970, 128 p.
- Le hasard et la vie, Editions du Seuil, 1971, 153 p.
- Le temps des alibis, Éditions du Seuil, 1973, 134 p.
- La Question homosexuelle, Éditions du Seuil, 1975.
- Au point où j'en suis..., Éditions du Seuil, 1978, 190 p.
- La Prostitution… et alors ?, Éditions du Seuil, 1979, 149 p.
- Ce qu'un homme a cru voir, Éditions Robert Laffont, 1980.